# Arne Öhnell
Arne Öhnell, född 27 februari 1940 i Strömstad, är en svensk målare, tecknare, keramiker och journalist.
Han är son till redaktören Lars Sixten Öhnell och Edel Schiöler samt dotterson till Severin Otto Rudolf Schiöler och systerson till Inge Schiöler. Öhnell studerade vid Hovedskous målarskola i Göteborg 1958–1959. I likhet med Inge Schiölers konst har Öhnells landskapsskildringar och figurer med sitt koloristiska utspel en stark förankring i den bohuslänska naturens kustlinjer och skogsbryn. Tillsammans med sin mor ställde han ut i Strömstad 1957 och tillsammans med Inge Schiöler ställde han ut i Strömstad 1960 samt tillsammans med sin mor och Leif Rogstad i Bengtsfors 1959 och med Rolf André ställde han ut på Galerie Christinæ i Göteborg 1966. Separat ställde han ut i Strömstad och han medverkade i ett flertal samlingsutställningar i Strömstad. Vid sidan av sitt eget skapande har han periodvis arbetat som journalist.